# SAI (圍棋軟體)
SAI是一套電腦圍棋軟體，以及相關的運算計畫。

## 簡介
SAI是一套修改自Leela Zero的圍棋軟體，主要的目的是支援動態貼目。
最初是以7x7棋盤訓練，後來拓展到9x9棋盤，截至2020年1月則是以19x19棋盤為主。

## 相關連結
- Leela Zero
- 棋魂
- 计算机围棋
- 圍棋軟體

## 外部連結
- 官方网站，用戶端的網站與軟體庫。（英文）
- 官方网站，伺服器端的軟體庫。（英文）
- Leela Zero / SAI（页面存档备份，存于），專案的網站。（英文）